# Dichelacera grandis
Dichelacera grandis är en tvåvingeart som beskrevs av Ricardo 1904. Dichelacera grandis ingår i släktet Dichelacera och familjen bromsar. Inga underarter finns listade i Catalogue of Life.